# Stewart Brand

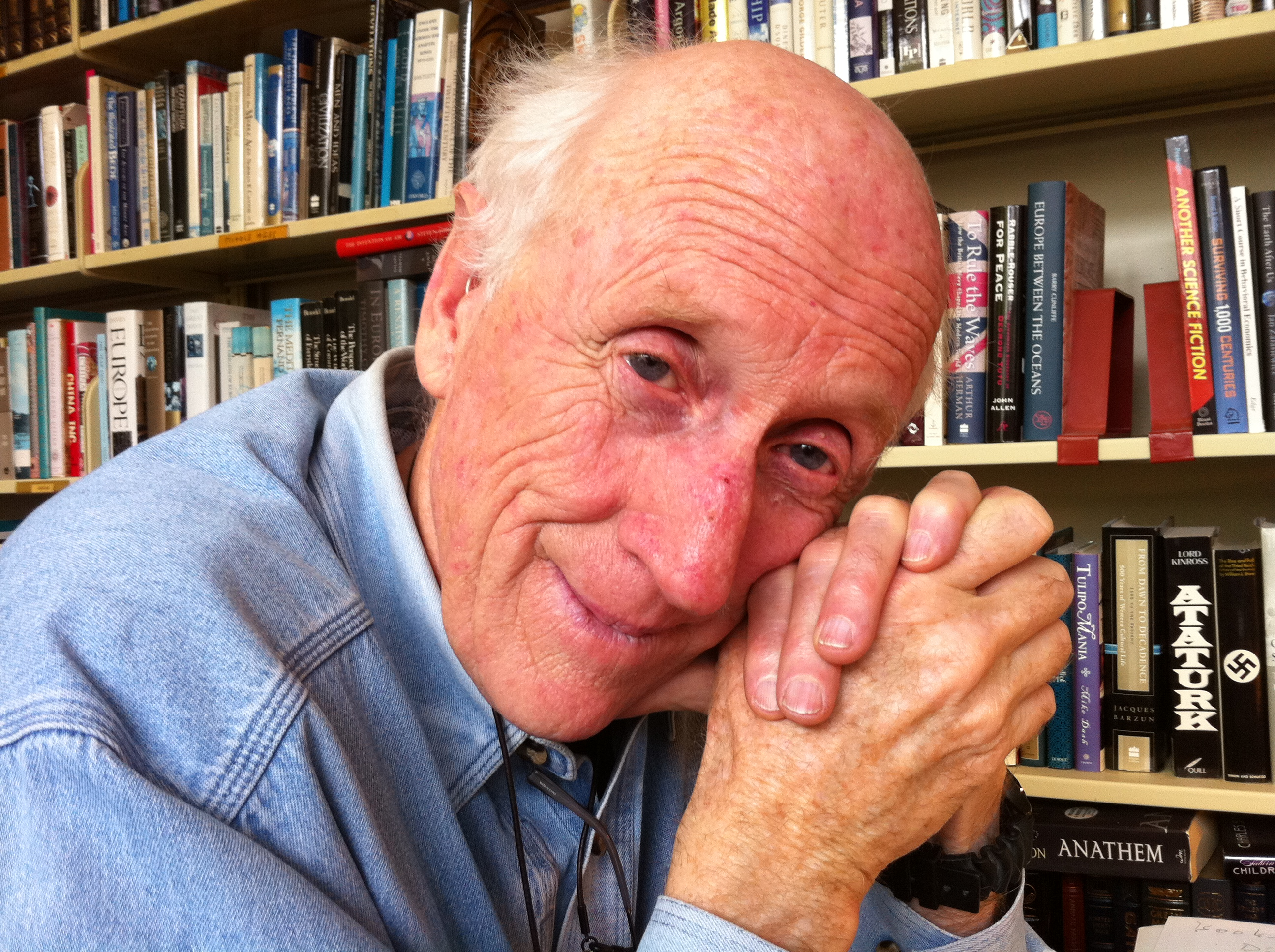
Stewart Brand (Dezember 2010)

Stewart Brand (* 14. Dezember 1938 in Rockford (Illinois)) ist ein kalifornischer Aktivist, Autor und Entrepreneur.
Er war ein wesentlicher Mittler zwischen der Hippieszene von San Francisco und der Hacker- und Cyberkultur des Silicon Valley. Brand initiierte 1966 das Trips Festival, war zwischen 1968 und 1972 Herausgeber des mit einem National Book Award ausgezeichneten Whole Earth Catalog und gründete 1984 die erste Online-Community The WELL. Literarisch verewigt wurde Brand in der Eröffnungsszene von Tom Wolfes Doku-Roman Der Electric Kool-Aid Acid Test. Brand gründete mehrere Organisationen wie das Global Business Network und die Long Now Foundation.

## Leben und Wirken

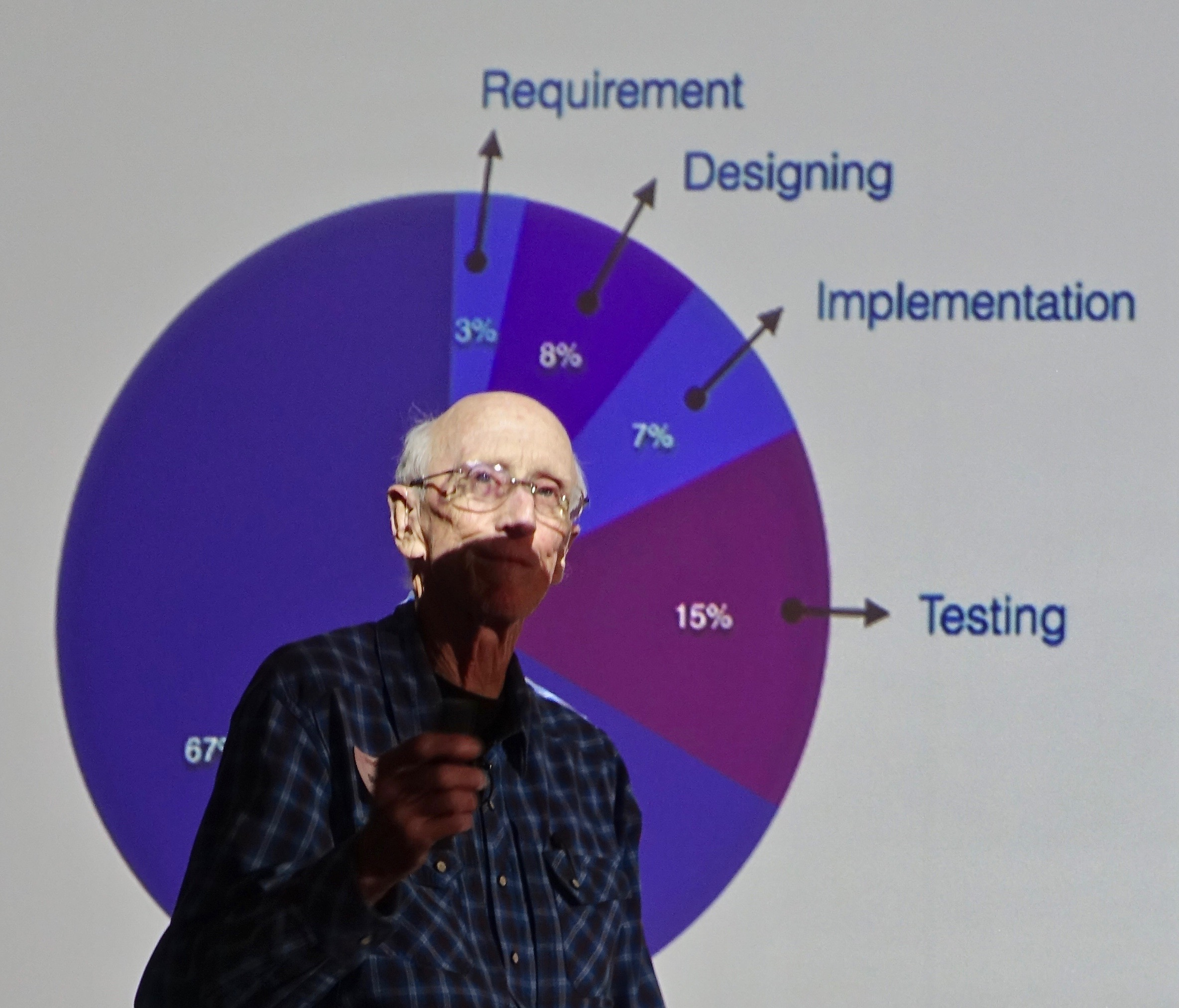
Stewart Brand bei der TED 2019

### Herkunft
Stewart Brand war das jüngste von vier Kindern. Der Vater war Absolvent des Massachusetts Institute of Technology (MIT) und arbeitete in einer Werbeagentur, die Mutter hatte am elitären Vassar College studiert. Nach seinem Schulabschluss studierte Stewart Biologie an der Stanford University.

### Armeedienst
Von 1960 bis 1962 diente Stewart Brand in der US Army als Fallschirmjäger, das letzte Jahr als Fotograf. Wie er später selbst ausführte, entwickelte er in der Armee auf Staatskosten Führungsqualitäten sowie Fähigkeiten im „Small-unit management“. Noch während der Armeezeit machte er an einigen Wochenenden in New York die Bekanntschaft mit Meskalin. Nach dem Ende seiner Dienstzeit zog Brand nach Menlo Park in Kalifornien, um Design und Fotografie zu studieren, und befreundete sich mit dem Psychologen und Harvard-Absolventen James Fadiman. Jim Fadiman führte Brand am 10. Dezember 1962 im Rahmen einer legalen Studie in die Mysterien des LSD ein.

### Native Americans
Er interessierte sich für die Kultur der amerikanischen Ureinwohner und besuchte mehrere Reservate. Seine Hinwendung zu den Indianern spielte in seinem Schaffen eine wichtige Rolle. Seine erste Ehefrau, Lois Jennings, war eine Angehörige des Stammes der Odawa.

### Acid Test und Trips Festival
Mitte der 1960er befreundete er sich mit Ken Kesey und wurde Mitglied von dessen Kommune Merry Pranksters. Mit Zach Stewart produzierte er im Januar 1966 das dreitägige Trips Festival, eine der ersten Veranstaltungen in San Francisco, bei denen Grateful Dead auftraten. 10.000 Besucher waren auf diesem Festival, und in der Folge wurde Haight-Ashbury zu einer bedeutenden Hippie-Kommune, in deren unmittelbarer Nähe Jefferson Airplane, Grateful Dead und Janis Joplin lebten. Am Anfang seines 1968 veröffentlichten Dokumentarromans The Electric Kool-Aid Acid Test beschrieb Tom Wolfe Brand.

### The Whole Earth
1966 führte Brand eine Kampagne durch, in der er die NASA aufforderte, aus dem All aufgenommene Fotos der ganzen Erde zu veröffentlichen. Dazu verkaufte er Buttons mit der Aufschrift: „Why Haven’t We Seen A Photograph Of The Whole Earth Yet?“ (etwa „Warum haben wir noch kein Foto von der Erde gesehen?“) 1968 machte ein Astronaut der NASA eine derartige Aufnahme.

### The Mother of All Demos
Am 9. Dezember 1968 unterstützte Brand den Computertechniker Douglas Engelbart bei einer später als „The Mother of All Demos“ berühmt gewordenen Präsentation auf der Fall Joint Computer Conference (FJCC). Sie stellten dort unter anderem die erste Computer-Maus sowie Technologien vor, auf denen heute Video- und Telekonferenzen beruhen.

### The Whole Earth Catalog
Gleichfalls 1968 begann Brand, mit dem Whole Earth Truck Store die Kommunen landesweit vor Ort mit Waren wie z. B. Zelten und Kleidung zu beliefern und ihnen eine mobile Bibliothek und kleine Schulen anzubieten. Darauf aufbauend veröffentlichte Brand im selben Jahr die erste Ausgabe des Whole Earth Catalog – kein Verkaufskatalog, sondern eine Zusammenstellung systematisch bewerteter Produktempfehlungen und Informationen über die entsprechenden Händler. In ihm waren die ersten Synthesizer und Personal Computer aufgeführt sowie Methoden zur alternativen Energiegewinnung aus Windkraft und Sonne. Steve Jobs, Gründer von Apple Inc., bezeichnete den Katalog als Vorläufer von Suchmaschinen im Web. Der Whole Earth Catalog fand unter den alternativen Kommunen der Gegenkultur und der Stadtflucht in den 1970er Jahren große Resonanz. Die Ausgabe 1972 wurde 1,5 Mio. mal verkauft und erhielt als bisher einziges Buch aus dieser Kategorie den National Book Award. Nach 1972 erschien der Katalog nicht mehr jährlich, sondern in unregelmäßigen Abständen bis letztmals 1998.

### The WELL
Im Jahr 1984 gründete Stewart Brand mit The WELL (deutsch „Der Brunnen“ oder „Die Quelle“) die erste Online-Community. Das Akronym The WELL steht für The Whole Earth 'Lectronic Link (etwa „Die elektrische Verknüpfung mit der ganzen Welt“). Die Unternehmung war stark defizitär und konnte nur dank finanzieller Zuwendungen der Deadheads, der Fans der kalifornischen Band Grateful Dead, vor dem Ruin gerettet werden. Die Deadheads erkannten in The WELL ein passendes Forum, um sich über ihre – überwiegend – musikalischen Vorlieben auszutauschen.

### All Species Project
Um die Jahrtausendwende begann Stewart Brand drei Milliarden US-Dollar für sein All Species Project zu sammeln. Ziel dieses Projektes war es, alle Lebewesen auf der Erde aufzustöbern und zu beschreiben, um einen Begriff von Biodiversität zu bekommen.

### Spätere Jahre
Seit Ende der 1990er Jahre tritt Brand als Befürworter von Kernenergie und Grüner Gentechnik auf und erwartet, dass die Umweltbewegung in diesen Punkten umschwenken wird. Auch sagt er voraus, dass die Hauptrichtung der Umweltbewegung ihre Positionen zu Bevölkerungswachstum und Urbanisierung verändern wird. In einem Interview mit Bernhard Pörksen bezeichnete sich Brand im Jahr 2020 als Hacker der Zivilisation: „Denn die Zivilisation ist die Zielgruppe und der Ansatzpunkt meiner Arbeit. Das ist die Ebene, auf der sich die Pandemie, das Artensterben und der Klimawandel ereignen. Hier suche ich nach Anstößen, Ikonen, Werkzeugen und einem Twist, der positive Wirkungen maximiert.“
Leben und Wirken Brands sind Gegenstand der 2021 veröffentlichten Dokumentation We Are As Gods.

## Schriften
- A Vision of a Whole Earth. In: James Fadiman: The Psychedelic Explorer's Guide. Safe, Therapeutic, and Sacred Journeys, Rochester, Vermont, 2011, ISBN 978-1-59477-402-7.
- Whole Earth Discipline: Why Dense Cities, Nuclear Power, Transgenic Crops, Restored Wildlands, and Geoengineering Are Necessary. Viking Adult, 2009, ISBN 978-0-670-02121-5.
- Clock Of The Long Now: Time And Responsibility: The Ideas Behind The World's Slowest Computer. Basic Books, 1999, ISBN 0-465-04512-X.
  - Das Ticken des langen Jetzt: Zeit und Verantwortung am Beginn des neuen Jahrtausends, Frankfurt am Main, Suhrkamp, 2000, ISBN 3-518-41150-0.
- How Buildings Learn: What Happens After They're Built. Viking Adult, 1994, ISBN 0-670-83515-3.
- The Media Lab: Inventing the Future at M. I. T. Viking Adult, 1987, ISBN 0-670-81442-3.